# Villasalto
Villasalto (sardinsky: Biddesàtu) je italská obec (comune) v provincii Sud Sardegna v regionu Sardinie. Nachází se ve výšce 502 metrů nad mořem a má 954 obyvatel. Rozloha obce je 130,36 km².